# Orgelfestival Sønderjylland-Schleswig
Das Orgelfestival Sønderjylland-Schleswig ist ein grenzüberschreitendes Festival in der Region Sønderjylland-Schleswig. Es wurde erstmals 2003 durchgeführt und findet seither immer in den Monaten Juni, Juli, August und September in Kirchen, Domen und Kapellen im Norden Schleswig-Holsteins und im südlichen Dänemark statt. 

## Ziele
Ziel des Festivals ist es, die grenzüberschreitende Zusammenarbeit auf dem Gebiet der hochkarätigen Kirchenmusik zu fördern und das bestehende Konzertangebot der Region zusammenzufassen und mit Veranstaltungen zu bereichern. Diese Angebote soll mit Hilfe des Festivals einer großen Öffentlichkeit bekannt gemacht werden und damit das Bewusstsein für das gemeinsame kulturelle Erbe der Region intensivieren.
Im Rahmen des Festivals werden Konzerte an bedeutenden historischen Orgeln des 17., 18. und 19. Jahrhunderts sowie der Gegenwart mit namhaften regionalen und internationalen Interpreten in das Programm aufgenommen. Gleichzeitig werden Orgelführungen mit Konzertteilen an besonderen Orgeln kleiner Kirchengemeinden angeboten, die der Öffentlichkeit außerhalb der Konzertreihe nicht oder nur selten präsentiert werden können.

## Gründung und Durchführung
Gegründet wurde das Low-Budget Festival 2003 von der Kirchengemeinde Sankt Nikolai in Flensburg und der Kirchenmusikschule in Løgumkloster in Dänemark. Die beteiligten Kirchengemeinden und Veranstalter organisieren ihre Konzerte jeweils selbstständig. Die Geschäftsstelle des Orgelfestivals, die das gemeinsame Programm zusammenfasst, erstellt, den Internetauftritt pflegt und die Pressearbeit leistet, wird durch Fördergelder finanziert, die jedes Jahr neu akquiriert werden.

## Förderung
Als langjährige Sponsoren leisten die Kulturstiftungen der Nord Ostsee-Sparkasse in Flensburg und Nordfriesland, die Sparkassenstiftung von 1869, sowie das dänische Regionskontor Sønderjylland-Schleswig regelmäßig die Beiträge, die die jeweilige Durchführung möglich gemacht haben.